# Leptosciarella subviatica
Leptosciarella subviatica är en tvåvingeart som beskrevs av Werner Mohrig och Menzel 1997. Leptosciarella subviatica ingår i släktet Leptosciarella och familjen sorgmyggor. Arten är reproducerande i Sverige. Inga underarter finns listade i Catalogue of Life.